# シャンゼリゼ管弦楽団
シャンゼリゼ管弦楽団（仏: Orchestre des Champs-Elysées）は、フランス・パリを本拠地とする古楽器オーケストラである。

## 概要
1991年にフィリップ・ヘレヴェッヘ（芸術監督兼首席指揮者）により設立。ヘレヴェッヘの幅広いレパートリーの中での、主に古典派音楽からロマン派音楽の演奏を担当している。
レコーディングは、モーツァルトの宗教曲、シューマン交響曲全集、ブラームス「ドイツ・レクイエム」、ブルックナー交響曲第4番・第7番、フォーレ「レクイエム」、マーラー「子供の魔法の角笛」などがある。